# تعسف

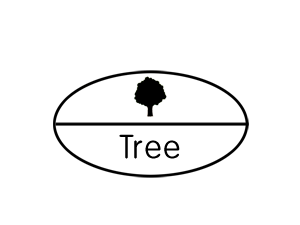

يُعرّف التعسّف (بالإنجليزية: Arbitrariness)‏ بالحالة التي يُحدد بها الشيء بناءً على مصادفة، أو نزوة أو اندفاع، عوضاً عن الضرورة، أو المنطق، أو المبدأ.
لا تتماثل القرارات التعسفية بالضرورة مع تلك العشوائية، فعلى سبيل المثال، خلال أزمة حظر النفط 1973، سُمح للأمريكيين بشراء البنزين حصراً في الأيام المُرقّمة بعدد فردي إذا حملت لوحة رخصتهم رقماً فردياً، وفي الأيام ذات العدد الزوجي، بالمقابل، إذا كان رقْم لوحة رخصتهم زوجياً، لذا كان هذا النظام محدداً بعناية وغير عشوائي، ومع ذلك كان تقسيم الناس تعسفياً، لأن أرقام لوحات الرخصات لا تتعلق بتاتاً بأهليّة الشخص لاقتناء البنزين، ومن الأمثلة الأخرى، ترتيب طلّاب المدارس هجائياً وفق أسماء عائلاتهم، فهي ليست منهجيّةً عشوائية ولكنها تعسفية، في الأقل في الأمور التي لا تتعلق باسم العائلة.

## في القانون
يعود مصطلح «تعسفي» (بالإنكليزية: Arbitrary) للكلمة اللاتينية (arbitrarius)، وهي المصدر من (arbiter) أي الشخص الموكل بالحكم في أمر ما، ويُعد الحكم القانوني التعسفي قراراً مبنياً على تقدير القاضي نفسه، وليس مفروضاً في القانون، وتنص دساتير بعض الدول على منع التعسف، إذ تتجاوز المادة 9 من دستور سويسرا نظرياً حتى بعض القرارات الديموقراطية منعاً للإجراءات الحكومية التعسفية.
كما ألغت محكمة الولايات المتحدة الأمريكية العليا قوانين لم تمتلك أساساً منطقياً برأيها، وتقترح دراسة حديثة عن نظام اللجوء الأمريكي أن التعسفية في صنع القرار قد تكون سبب وجود فوارق الكبيرة في النتائج بين المحكّمين المختلفين، وهي ظاهرة تُعرف بروليت اللاجئين.
وتعرِّف المادة 330 من قانون العقوبات الروسي التعسف كجريمةً محددةً، لكنها أبقت هذا التعريف واسع المجال بحيث يشمل أي إجراء يناقض الأوامر التي يفرضها القانون.

## في الفلسفة
تتعلق الأفعال التعسفية كثيراً بالغائية؛ أي دراسة الغاية، فالأفعال التي تفتقر للهدف تكون تعسفية بالضرورة، ودون وجود حد فاصل للقياس، لا توجد معايير مطبقة على الخيارات، لذا تُعد جميع القرارات سواسية، مع العلم أن المنهجيات التي تُعد تعسفية أو عشوائية بالمفهوم المعياري لما هو «تعسفي»، قد لا تُصنّف بكونها خيارات تعسفية بالمعنى الفلسفي إذا كانت قد اتُّخذت تحقيقاً لهدف أكبر، كالحفاظ على النظام في المدارس وتجنب الازدحام في محطات الوقود، تعقيباً على الأمثلة المذكورة أعلاه.
تعتقد الفلسفة العدمية بعدم وجود أي هدف للكون، وأن جميع الخيارات في الحقيقة تعسفية، إذا لا يمتلك الكون أية قيمة، وفقاً لهذه الفلسفة، لذا لا يحمل أي معنى بالضرورة، ولأن الكون بجميع مكوناته لا ينطوي على هدف أسمى ليصنع منه البشر أهدافاً فرعية، تُعد جميع جوانب الحياة البشرية وتجاربها تعسفية بالمطلق، فلا يوجد قرارات، أو أفكار أو ممارسات صحيحة أو خاطئة، ومهما كان خيار الفرد، فإنه فارغ وعديم الجدوى مثل حال جميع الخيارات الأخرى التي كان ليتخذها.
تعتقد أصناف عدّة من الألوهية؛ أي الاعتقاد بإله أو آلهة، بوجود هدف ما لكل شيء، وأنّ لا شيء تعسفّي في الحقيقة، فتشير هذه الفلسفات إلى أن الإله خلق الكون لسبب محدد، ومن ثم ينطلق كل حدث من هذا المبدأ، ولا يمكن أن تفلت حتى الأحداث التي تبدو عشوائية من يد الإله وغايته، ويتعلق هذا الاعتقاد بطريقة ما بمبدأ الحجّة تكمن في التصميم، وهي المحاججة بوجود الإله نظراً لإمكانية العثور على هدف في الكون.
ويتعلق التعسف أيضاً بالأخلاقيات، وهي فلسفة صنع القرار، فحتى إن امتلك الأفراد هدفاً، قد يختارون تحقيقه بطرق يمكن أن تُعد تعسّفية، بالمقابل تنصّ العقلانية على أن المعرفة تأتي بالحسابات والاستنباطات الفكرية، ويطبق العديد من العقلانيين (وليس كلهم) هذا المبدأ على الأخلاق أيضاً، إذ ينبغي أن تُتّخذ جميع القرارات بالعقل والمنطق، وليس بالنزوة أو ما قد «يشعر» الفرد بصحته، وقد تُقبل العشوائية في حالات نادرة بكونها جزء من مهمة فرعية لتحقيق هدف أكبر، ولكن ليس عمومًا.
أما في علم العلامات؛ أو النظرية العامة للعلامات وأنظمتها وعملياتها، قدّم سوسور مفهوم التعسف الذي لا يوجد بموجبه أي ارتباط ضروري بين العلامة المادّية (الدّال) والكيان الذي تشير إليه على أنه معناها (المدلول) كمفهوم ذهني أو كينونة حقيقية.

## في الرياضيات
تعني كلمة «تعسفي» في الرياضيات عادةً «أيّ من الخيارات»، كما في التقسيم التعسفي (الاعتباطي) لمجموعة ما، أو التبديل التعسفي لمتتالية ما، ويقتضي استخدامها العمومية ضمنياً، أي عدم انطباق عبارة رياضية ما على حالات خاصة فقط؛ وإنما على أي خيار مُتاح يُنتقى، ومن الأمثلة البسيطة على ذلك العبارة الرياضية: «باختيار عدد صحيح اعتباطياً (تعسفياً) وضربه بالعدد 2، سينتج عدد زوجي».
فضلاً على ذلك، ستبقى عمومية العبارة قائمةً حتى إذا تم اختيار العنصر المُشتبه به، أي يترادف مصطلح «تعسفي» هنا بطرق معينة مع «الحالة الأسوأ».